# Сысоево (Октябрьское сельское поселение)
Сысоево — деревня в Некоузском районе Ярославской области России.
В рамках организации местного самоуправления входит в Октябрьское сельское поселение, в рамках административно-территориального устройства относится к Родионовскому сельскому округу.

## География
Расположена в 5 км на северо-восток от села Воскресенского, в 22 км на восток от центра поселения посёлка Октябрь и в 30 км на запад от районного центра села Новый Некоуз.

## История
Церковь в селе существовала с 1826 года с двумя престолами: Святой Живоначальной Троицы и Святителя и Чудотворца Николая.
В конце XIX — начале XX века село входило в состав Новотроицкой волости Мологского уезда Ярославской губернии.
С 1929 года село входило в состав Родионовского сельсовета Некоузского района, в 1944—1959 годах — в составе Масловского района, с 2005 года — в составе Октябрьского сельского поселения.

## Население
| 1859 | 1914 | 2002 | 2007 | 2010 |
| ---- | ---- | ---- | ---- | ---- |
| 158  | ↗222 | ↘1   | ↘0   | →0   |

### Известные жители
- Царевский, Евгений Николаевич (1904—1995) — физик, инженер-оптотехник, Герой Социалистического Труда (1966).

## Достопримечательности
В селе расположена недействующая Церковь Троицы Живоначальной (1826).